# Hans Heinrich von Bräuneck
Johann (= Hans) Heinrich von Bräuneck, auch von Brauneck, (* 7. Oktober 1684 in Leipzig; † 8. Januar 1743 in Torgau) war ein königlich-polnischer und kurfürstlich-sächsischer Kammer- und Jagdjunker sowie Oberforstmeister in Torgau und Wildmeister in Söllichau.

## Leben
Er war der Sohn von Hans Christoph von Bräuneck (1623–1689). Nach seiner Ausbildung schlug er eine Karriere im Dienst der albertinischen Wettiner ein, an deren Hof in Dresden er zum Kammerjunker ernannt wurde. Als Oberforstmeister leitete er ab dem Jahre 1739 die Forstverwaltung für das sächsische Amt Torgau nebst Umgebung und als Wildmeister nahm er im heutigen Kulturhaus von Söllichau bei Bad Schmiedeberg seinen Dienstsitz. Zuvor war er Vize-Oberforst- und Wildmeister.
In der Stadt Torgau hatte er im Jahre 1721 von den Gebrüdern von Seydewitz für 250 Gulden ein erbliches Freihaus nebst Garten erworben, mit dem er 1733 belehnt worden ist. Das Freihaus lag unmittelbar neben dem Ponickau’schen Haus, das bereits zuvor in seinem Besitz gelangt war. Als er merkte, dass er bald sterben würde, verkaufte er am 6. Dezember 1742 das Freihaus an seine Ehefrau. Gut einen Monat später starb er in Torgau. Am 11. Januar 1743 wurde er in der Klosterkirche zu Torgau bestattet.
Seine Ehefrau Sophie Elisabeth von Bräuneck geborene von Grünewald war mindestens seit 1719 Besitzerin eines eigenen Freihauses, das sie Sophia Elisabeth von Mirbach abgekauft hatte und das sich unmittelbar neben dem Freihaus ihres Mannes befand. Sie bezeichnete dieses 1744 auch als vormals Vitzthumsches Haus.

## Familie
Aus seiner Ehe mit Sophie Elisabeth geborene von Grünewald († 3. Dezember 1771 in Torgau) gingen folgende Kinder hervor: Henriette Elisabeth (* 1716 in Torgau), George Heinrich (* 1717), Maria Sophia (* 1718), Friederica Ernestina (* 1719), Christiana Wilhelmine (* 1720), Johanna Carolina von Brauneck zunächst verehelichte von Burgsdorff, dann von Germar (1771 verw.) (* 1722), Hans Christoph (* 1723); Margaretha Hedwig (* 1724), Carl Adolph (* 1731) und Rudolph August von Brauneck (* 1733) hervor.